# 馈线
馈线（feeder line）也称饋送線，是配电系统或输电网络中的外围线路或分支（支线），将更小或更多的远程节点与承载较大流量的线路或分支连接起来；馈线也专指主变电站向二次变电站供电的电力线路。此术语适用于任何基于分级网络的树状网络系统，例如通信科学技术中无线电放大器输出端和发射天线输入端间传送射频的线路。
输电馈线一般是指发电厂的电力经过变电所降压转化至某一电压的电线，此馈线的电力还要经过变压器转换称民生用电的电压。在台湾，此馈线的电压等级在22,800伏特（22.8kV）以下。